# Басус рат
Басŷс рат (често се пише као Ел Басŷс рат; арапски: حرب البسوس‎‎ Харб ел-Басŷс) је био сукоб који је трајао 40 година између два сродна племена у Арабији у време касне антике, које је почело тако што је поглавица племена Таглиб ранио камилу, која је била у власништву једне старице из племена Бакр, по имену "Басŷс". Басŷс, као и било који други житељ Арабљанског полуострва у то време, сматрала је то као велику увреду њене части и угледа, чиме  је започео ланац догађаја који су довели до рата. Племена Таглиб и Бакр борила су се око четрдесет година (од 484-524 ЦЕ), заокупљени непрекидним међусобним осветама. У деловима арапског света и данас, Басŷс рат се користи као афоризам који служи као упозорење људима да се не свете једни другима.